# دنیس وگنر
دنیس وگنر (انگلیسی: Dennis Wegner؛ زادهٔ ۱۰ ژانویهٔ ۱۹۹۱) بازیکن فوتبال اهل آلمان است.
از باشگاه‌هایی که در آن بازی کرده‌است می‌توان به باشگاه فوتبال زاربروکن، باشگاه فوتبال هالشر، و باشگاه فوتبال اسنابروک اشاره کرد.